# Ehemaliger Standortübungsplatz Landshut mit Isarleite

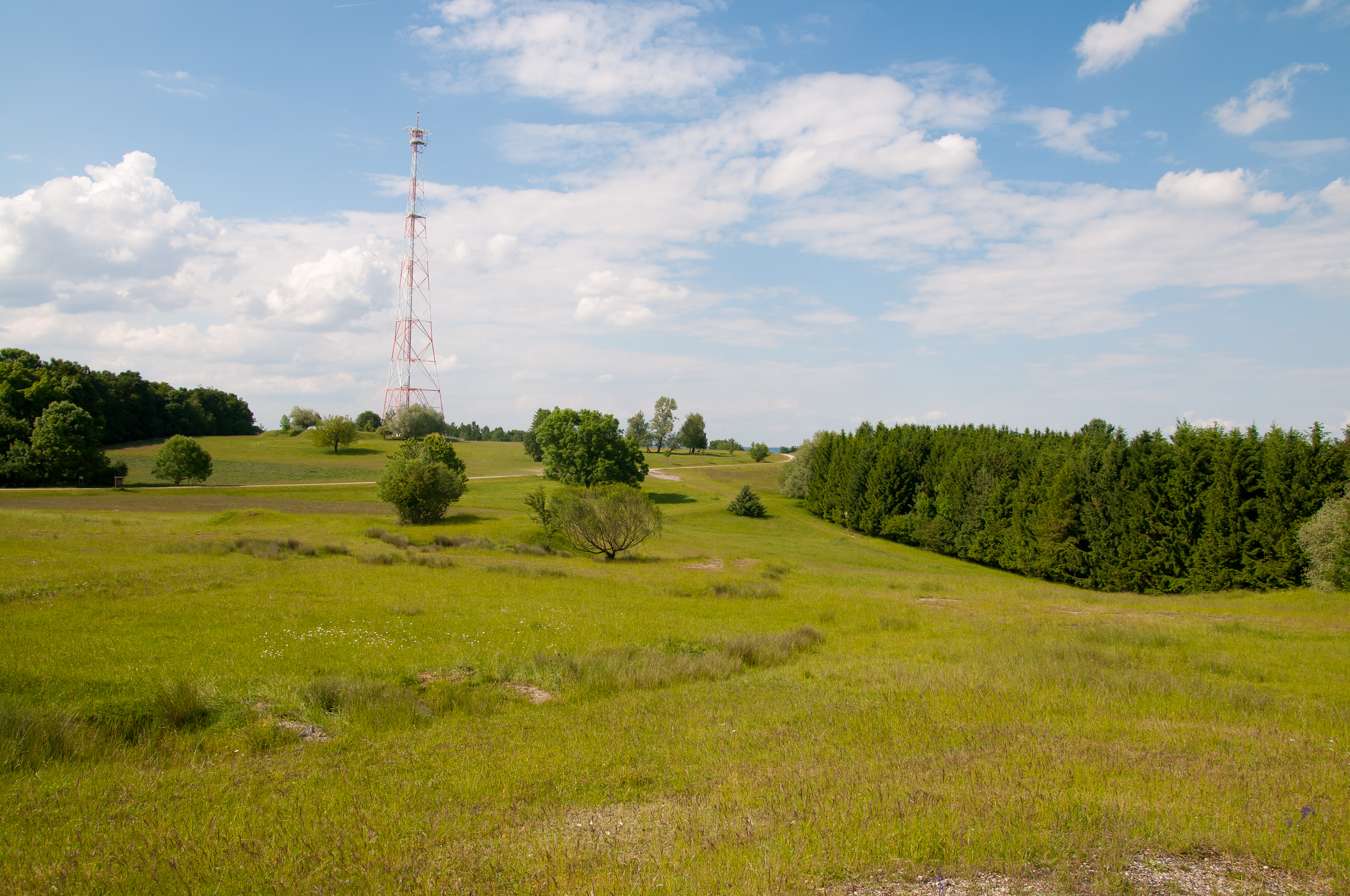
Blick über das Naturschutzgebiet. Im Hintergrund ist der Funkturm zu sehen, 2014

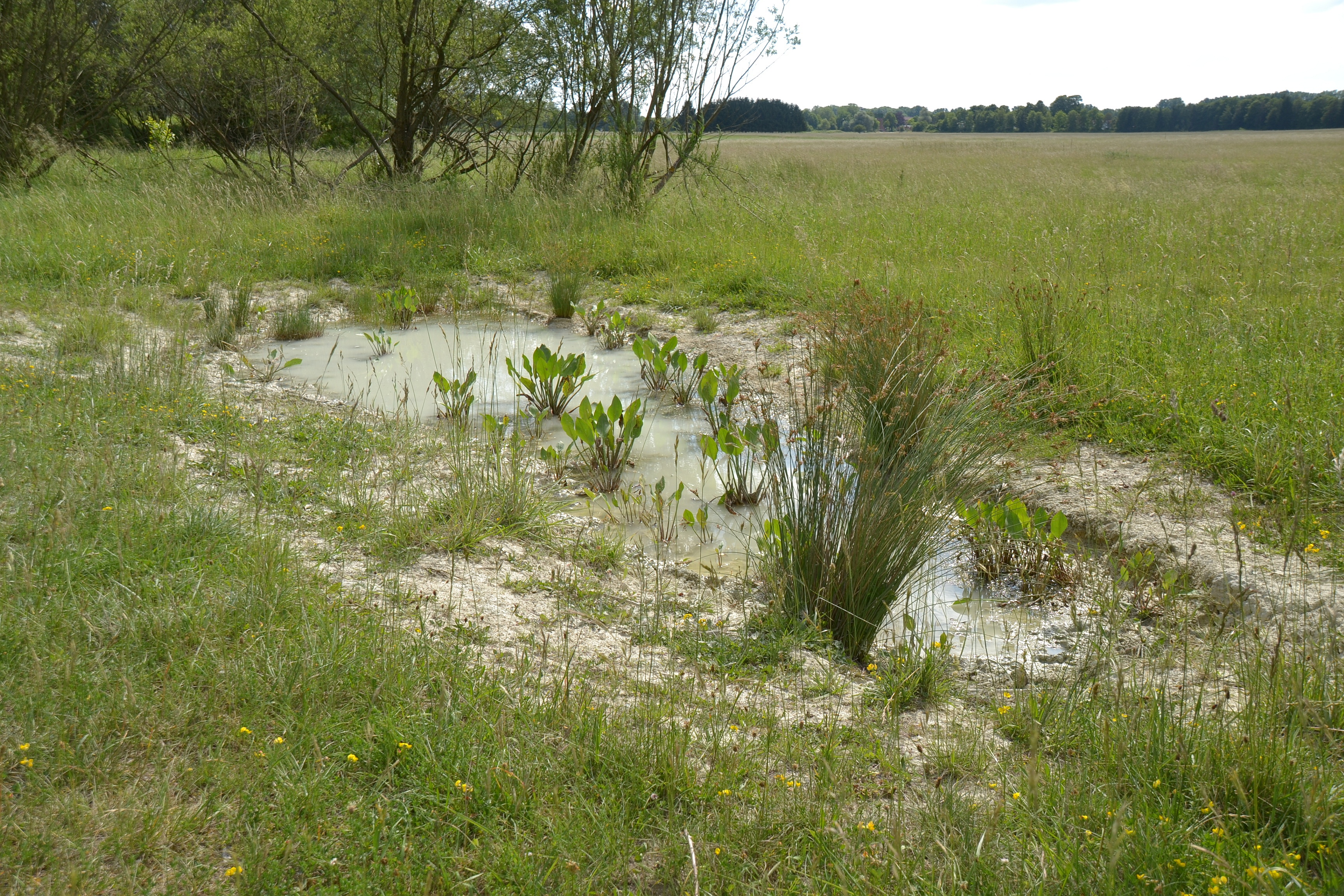
Himmelsweiher, eines der kleinen Amphibien-Laichgewässer im NSG

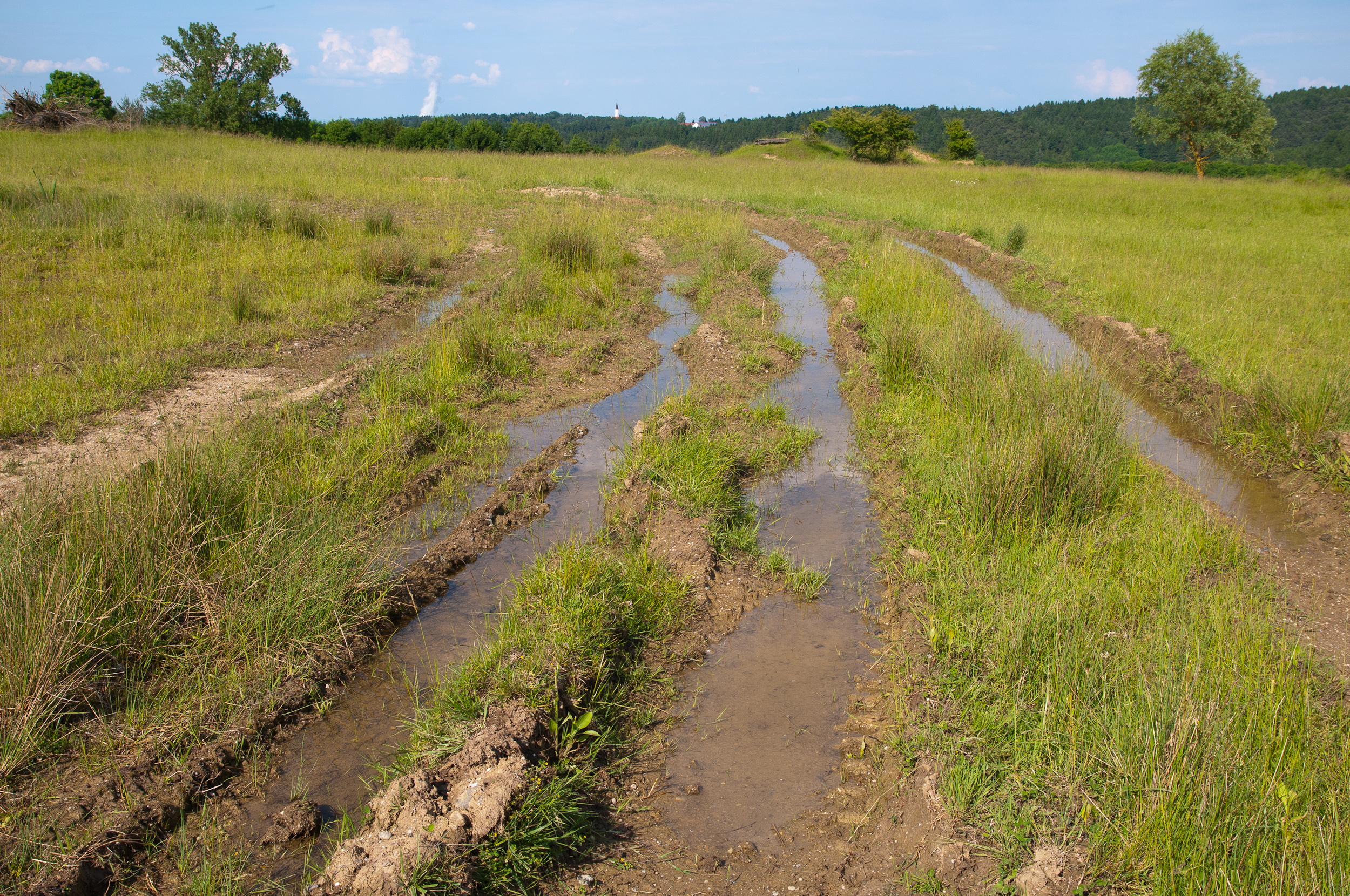
Biotoppflegemaßnahme im ehemaligen Standortübungsplatz Landshut

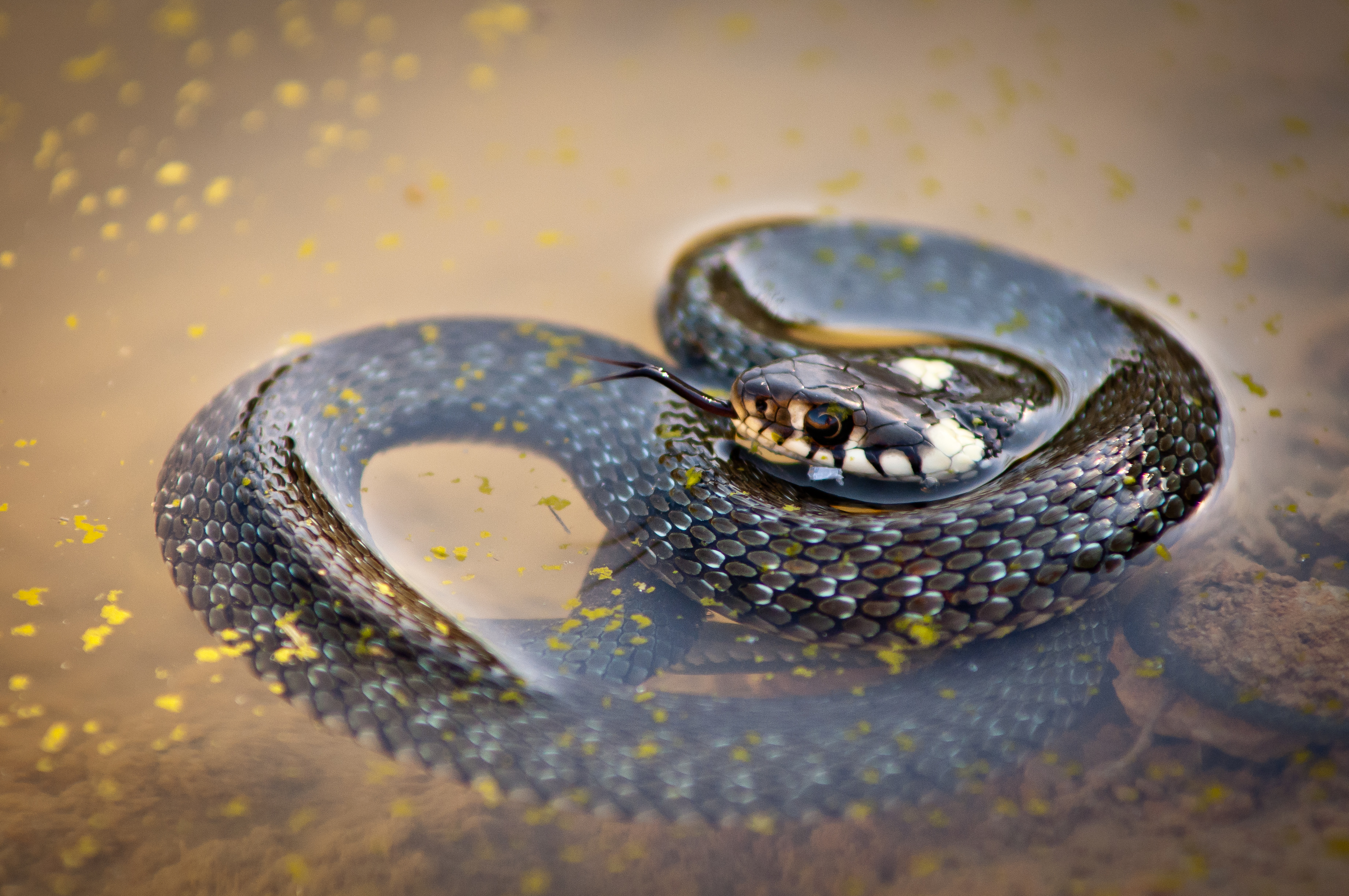
Junge Ringelnatter in einem Wasserloch im Naturschutzgebiet

Der Ehemalige Standortübungsplatz Landshut mit Isarleite ist ein Naturschutzgebiet im Osten der Stadt Landshut.

## Lage
Das Naturschutzgebiet liegt im Osten der Stadt Landshut am rechten Rand des Isartales zwischen Schönbrunn und Stallwang. Es hat eine Größe von etwa 278,5 ha und besteht seit 2001.

## Fauna und Flora
Das ehemalige Übungsgelände der Bundeswehr besteht in großen Teilen des Tertiären Hügellandes und im Isartal, der Ochsenau, aus magerem Weiderasen mit einigen Kleingewässern. Die Hangleite der Isar wird von naturnahen Wäldern geprägt, darunter insbesondere Bergahorn-Eschenwald und Buchenwälder und einem Orchideen-Buchenwald. Es finden sich hier etwa 25 Pflanzenarten der Roten Liste Bayern, dazu zählt der größte Bestand des Erdbeer-Klees in Niederbayern. Die Region ist Lebensraum für Amphibien, Vögel, Tagfalter, Heuschrecken, Wildbienen und Käfer. Besonders erwähnenswert ist dabei das Vorkommen der Gelbbauchunke, des Kammmolches und des Deutschen Sandlaufkäfers. Als Biotoppflegemaßnahme werden durch schwere Radlader die ehemaligen Panzerspuren nachgezogen. Dadurch entstehen Pfützen und Wasserlöcher die das vielfältige Artenspektrum im Naturschutzgebiet erhalten sollen.

## Eigentumsverhältnisse
Die Fläche des Naturschutzgebietes gehört drei verschiedenen Eigentümern:
- Das Tertiäre Hügelland, der südöstliche Bereich, wurde 2010 von der Deutschen Bundesstiftung Umwelt übernommen.
- Der Waldbereich der Isarleiten gehört größtenteils der Heiliggeist Spitalstiftung der Stadt Landshut.
- Der nordwestliche Bereich im Isartal, die Ochsenau, gehört der Stadt Landshut.

## Nutzung
Das Naturschutzgebiet dient dem Naturerleben und der Erholung. Es ist Teil des Wanderkonzeptes der Stadt Landshut. Die Offenlandbereiche werden von einem Schäfer genutzt. Seit dem Jahr 2008 gibt es für das Naturschutzgebiet eine hauptamtliche Gebietsbetreuung. Träger ist die Stadt Landshut und gefördert wird das Projekt vom Europäischen Sozialfonds. Der Gebietsbetreuer bietet monatlich Führungen im Naturschutzgebiet zu verschiedenen Themen an.